# Johannes-von-Gott-Kirche (Warschau)

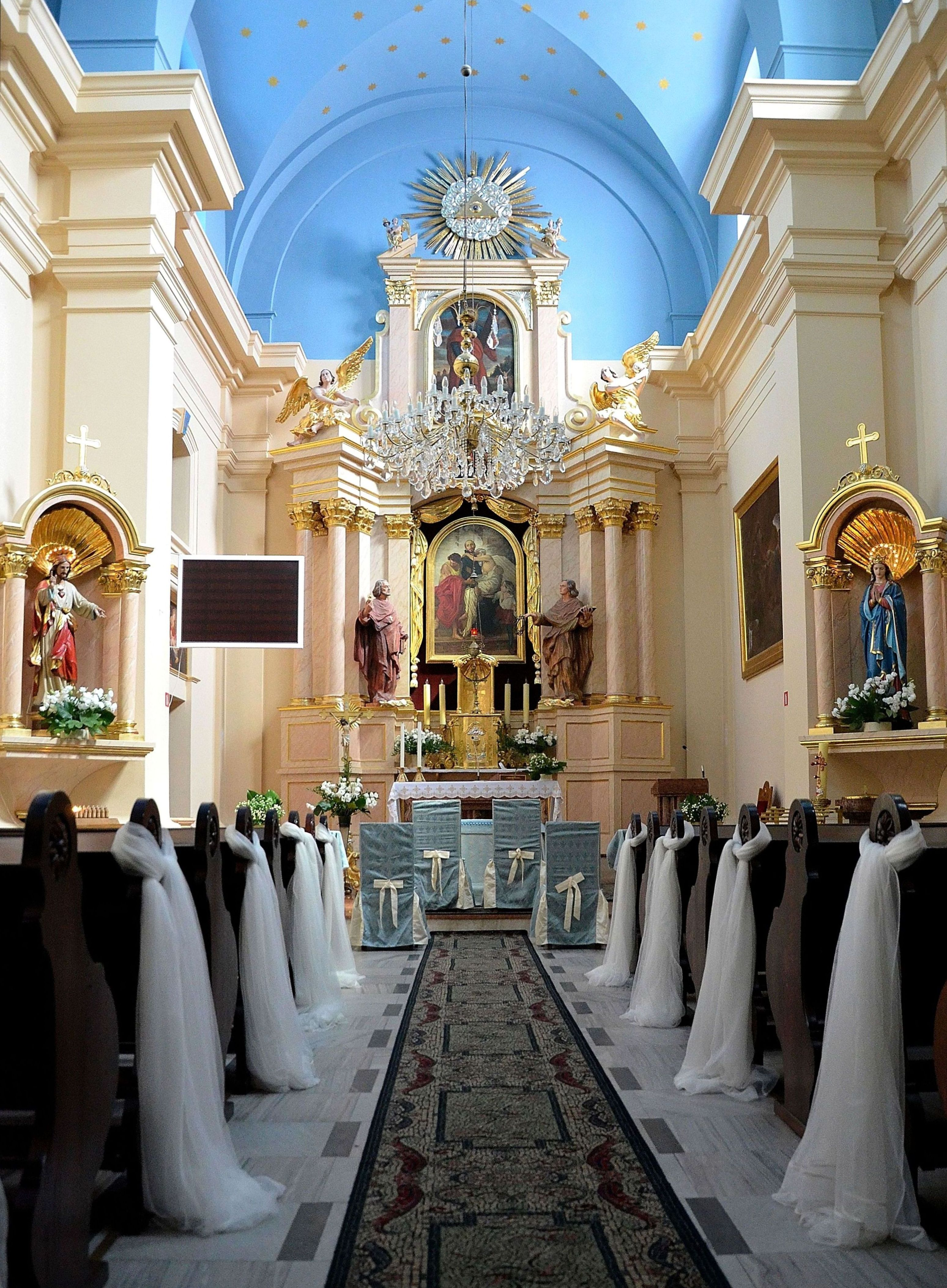
Innenraum

Die katholische Johannes-von-Gott-Kirche (polnisch Kościół św. Jana Bożego) im Norden des Warschauer Stadtteils Warschauer Neustadt ist eine Kirche der Barmherzigen Brüder vom hl. Johannes von Gott an der Ul. Bonifraterska.

## Geschichte
Die Kirche und das Kloster wurden um 1650 zunächst an anderer Stelle von Bogusław Leszczyński gestiftet. August II. der Starke errichtete anstelle der ursprünglichen Kirche den Sächsischen Palast und überließ den Barmherzigen Brüdern vom hl. Johannes von Gott neues Land zum Neubau von Kirche, Spital und Kloster. Diese wurde im Stil des Barock errichtet und 1728 von Bischof Jan Joachim Tarło eingeweiht. Die Kirche wurde von der Wehrmacht im Warschauer Aufstand zerstört und nach dem Krieg ohne Kloster und Spital wieder aufgebaut.

## Geographische Lage
Die Kirche befindet sich im Norden des Warschauer Stadtteils Warschauer Neustadt an der Ul. Bonifraterska.